# 米本秀仁
米本 秀仁（よねもと ひでひと、1946年9月27日-）は、日本の社会福祉学者。北星学園大学社会福祉学部福祉臨床学科教授を経て、同大学名誉教授。専門は、社会福祉学。特に、高齢者福祉論、ソーシャルワーク論を研究。北海道稚内市出身
北海道稚内市出身。1969年（昭和44年）北星学園大学文学部社会福祉学科卒業。1972年（昭和47年）明治学院大学大学院社会学研究科社会福祉専攻修士課程修了。1972年秋草保育専門学院（現・秋草学園福祉教育専門学校）専任講師。1979年（昭和54年）道都大学社会福祉学部専任講師。1981年（昭和56年）北星学園大学文学部講師。1984年（昭和59年）同文学部助教授。1991年（平成3年）同文学部教授。1996年（平成8年）同社会福祉学部教授。2012年（平成24年）3月をもって定年退職。2012年札幌社会福祉専門学校（現せいとく介護こども福祉専門学校）客員講師（2015年まで）

## 主著
- 『社会福祉援助技術演習』（中央法規、2001年）
- 『社会福祉援助技術現場実習』（建帛社、2002年）
- 『ソーシャルワークのアプローチ：　①理論的背景』（中央法規、2007年）